# 씬짜오! 한국이 좋다
씬짜오! 한국이 좋다는 KBS 3라디오에서 2013년 11월 3일부터 2017년 3월 5일까지 4년간 방송했던 라디오 프로그램이다.
진행자는 박노원 아나운서, 타잉흐엉이며, 방송시간은 매주 일요일 오후 3시 30분부터 오후 4시까지이다.

## 코너
- 알쏭달쏭 한국어 : 한국어에 서투른 다문화인을 위한 생활 한국어
- 마이크를 빌려드립니다 : 다양한 분야에 종사하는 베트남 거주민들의 생활 속 사연 소개
- 코리아 서포터즈 : 각 분야의 전문가를 초대해 생활 밀착형 정보 소개
- 아이러브 코리아 : 다문화 관련 문화행사 정보 알리미

| KBS 3라디오 일요일 프로그램 |                          |                     |
| 이전                        | 씬짜오! 한국이 좋다      | 다음                |
| 우리는 한국인입니다         | 씬짜오! 한국이 좋다      | 건강 365 (재방송)   |
| 오후 3시 ~ 오후 3시 30분    | 오후 3시 30분 ~ 오후 4시 | 오후 4시 ~ 오후 5시 |
|                             |                          |                     |